# 批判理性主义
批判理性主義（德語：Kritischer Rationalismus）是卡爾·波普爾創立的哲學世界觀。波普爾將其描述為一種生活態度，“承認我可能是錯的，你可能是對的，我們可能會在賽道上一起走向真相”。 它的特點是對生活和事物持謹慎樂觀的看法，這在波普爾的著作《所有生活都是解決問題的》（德語原名：Alles Leben ist Problemlösen）和《尋找更美好的世界》（德語原名：Auf der Suche nach einer besseren Welt）等之內容被表達出來。
批判理性主義涉及如何以不教條、系統（“方法”）和合理（“理性”）的方式調查和解決科學或社會（但原則上也是日常）問題。在這樣做的過程中，從事者正在尋找一條出路，在科學信仰（科學主義）和科學知識必須基於積極發現（實證主義）以及真理取決於科學的觀點之間的選擇中尋找出路。觀點（相對主義），並且當證據不可能時（對真理的懷疑論），對另一方的知識就會被隨意拋棄。
批判理性主義採用常識不言而喻的信念，即世界確實存在並且它獨立於人類的認知能力。這意味著，例如，當您閉上眼睛時，它不會停止存在。然而，人類透過感知來認識這個世界的能力是有限的，因此他無法最終確定自己的經歷和觀點是否符合現實（批判現實主義）。因此，他必須假設他的每一次解決問題的嘗試都可能是錯誤的（可謬論）。對可謬論的認識一方面導致對信念和假設的不斷批判性檢查的需求，另一方面導致解決問題的有條理和理性的方法（方法理性主義）。
批判理性主義認為任何科學理論從根本上都是無法證明的。相反，我們應該嘗試找出我們的理論是否存在缺陷以及在哪裡存在缺陷，以及如何消除已發現的錯誤。為了被認為是科學的，科學理論原則上應該因為現實而失敗。這就是可證偽性原則（必須與實際的證偽性仔細區分，類似於可破壞性和破壞性的區別）。尋找理論錯誤（而不是證據）的一個強有力的論據（以科學史上的一個例子的形式）是用阿爾伯特·愛因斯坦的狹義相對論取代艾薩克·牛頓廣泛描述的經典力學：牛頓建立了他的理論，它被 200 年來的觀察反覆證實—除了邁克生-莫雷實驗。 如果一個科學理論可以被認為是被證明的，那麼它很可能是屬於牛頓的學說。在與米列娃·馬里奇的初步合作中，愛因斯坦根據當時現有的部分解釋（參見長度收縮）對邁克生-莫雷實驗的負面結果，開發了一種全新的方法來研究空間、時間和運動之間的關係。以太普遍存在和絕對空間存在的假設被消除。與新理論相比，牛頓的理論在現實的一個有限領域上大致達成了一致，但在這個領域之外它是有缺陷的（因為它被觀察證偽了），因此需要改進。最遲在這個時間點，它不能再被用作（據稱）安全理論的一個例子，而是因為安全知識只是一種幻覺。相反，牛頓的理論是我們追求知識的根本錯誤的一個很好的例子。愛因斯坦並沒有聲稱他可以提供方法來證明他自己的理論，而是提出了複雜的實驗來測試它們，並說明在什麼情況下他會發現自己再次被迫拒絕它們。波普爾的批判理性主義採取了一個。這些事件是成功的科學和認知過程的典範。
愛因斯坦推薦的方法表明了如何通過反複試驗來解決科學問題：如果他的理論未能通過建議的測試，人們可以嘗試不同的測試。在愛因斯坦的物理學革命之前，人們普遍認為科學理論的證據可以透過歸納法得到。這是基於個人觀察的事實的概括。然而，批判理性主義的認識論立場拒絕透過歸納來證明理論的可證明性，而是呼籲其可證偽性，即透過實驗和觀察找到反例，從而駁斥該理論的基本可能性。
批判理性主義在政治上的立場與其在科學上的立場非常相似。這裡重要的不是如何提前找到最好的統治者，或者應該怎麼做才能確保理想的條件。相反，更重要的是如何不流血地除掉壞統治者並補救不滿。
同樣，在倫理和社會領域，該類想法放棄為規範辯護，而是專注於如何識別和改進不良規則的問題。對於批判理性主義來說，倫理是解決社會領域中的問題。在這裡，該類想法也呼籲採取批判理性的方法並摒棄任何教條。與科學一樣，使用反複試驗的原則可以找到新的、更好的解決方案。為了避免這一領域的實驗產生嚴重的負面影響，批判理性主義提倡小步策略（“零碎工程”）。
在這些領域中的每一個領域，批判理性主義都應用批判的原則，它基於觀察、檢查自相矛盾、與經驗科學理論的矛盾以及對要解決的問題的成功控制。因此，它賦予了對世界的創造力、想像力等的價值，這種價值顯然與科學嚴格「無菌」的傳統形象相距甚遠。它不被理解為無誤真理的不斷積累，但另一方面也不被理解為空中樓閣的建造。從批判理性主義的角度來看，這是一次偉大的冒險和令人興奮的發現之旅。
批判理性主義的基本觀點是所有人都會犯錯，它反對所有假設有最終理由（例如關於道德規範）的可能性的立場。他倡導開放、多元的社會，包容所有和平的人，透過理性討論和誠實尋求真相的幫助來解決衝突；人們可以自由地賦予自己的生活以個人意義，並能夠在開放的未來中找到自己的道路。然而，這並不被理解為一種社會烏托邦，而是一種對實際存在的西方民主國家的防禦，反對憤世嫉俗的當代悲觀主義以及反對真正存在的極權主義國家。從這個意義上說，它反對權威、不寬容和意識形態、極權主義和非理性主義（德語：Irrationalismus）的各種形式的指導。